# Kilimanjaro
Az 1980-as Kilimanjaro a The Teardrop Explodes debütáló nagylemeze. Olyan korábbi slágerek szerepelnek rajta, mint a Sleeping Gas, Bouncing Babies, Treason és When I Dream, továbbá legnagyobb slágerük, a Reward. A Q magazin a 95. helyre rakta minden idők 100 legjobb brit albumának listáján.
A munkálatok alatt a lemez címe Everyone Wants To Shag The Teardrop Explodes (ez később a soha el nem készült harmadik albumra szánt demó felvételek CD-kiadásának lett a címe). Az eredeti borító az együttes árnyékos képét ábrázolja, ezt a későbbi kiadásokon a Kilimandzsáró képe váltotta. A CD-kiadáson már az eredeti kép látható.
Az album szerepel az 1001 lemez, amit hallanod kell, mielőtt meghalsz című könyvben.

## Az album dalai
|     | Cím                            | Szerző(k)                                | Hossz |
| --- | ------------------------------ | ---------------------------------------- | ----- |
| 1.  | Ha-Ha I'm Drowning             | Julian Cope, Gary Dwyer, Michael Finkler | 2:56  |
| 2.  | Sleeping Gas                   | Cope, Dwyer, Finkler, Paul Simpson       | 3:47  |
| 3.  | Treason                        | Cope, Dwyer, Finkler                     | 2:58  |
| 4.  | Second Head                    | Cope, Dwyer, Finkler                     | 3:11  |
| 5.  | Poppies In The Field           | Cope, Dwyer, Finkler                     | 5:04  |
| 6.  | Went Crazy                     | Cope, Finkler                            | 2:41  |
| 7.  | Brave Boys Keep Their Promises | Cope, Dwyer, Finkler                     | 2:31  |
| 8.  | Bouncing Babies                | Cope, Dwyer, Finkler                     | 2:28  |
| 9.  | Books                          | Cope, Ian McCulloch                      | 2:37  |
| 10. | The Thief of Baghdad           | Cope, Dwyer, Finkler                     | 3:09  |
| 11. | When I Dream                   | Cope, Dwyer, Finkler                     | 7:09  |

## Közreműködők
- Julian Cope – ének, basszusgitár
- David Balfe – zongora, orgona, szintetizátor
- Gary Dwyer – dob
- Michael Finkler – gitár a Ha Ha I'm Drowning, Sleeping Gas, Treason, Went Crazy és Thief of Baghdad dalokon
- Alan Gill – gitár a Second Head, Reward (csak az album második kiadásán), Poppies Are In the Field, Brave Boys, Bouncing Babies, Books és When I Dream dalokon

Továbbá:
- Hurricane Smith, Ray Martinez – trombita a Ha-Ha I'm Drowning, Sleeping Gas és Went Crazy dalokon
- Hugh Jones – hangmérnök
- Brian Griffin – fényképek

## Fordítás
Ez a szócikk részben vagy egészben a Kilimanjaro (The Teardrop Explodes album) című angol Wikipédia-szócikk ezen változatának fordításán alapul.  Az eredeti cikk szerkesztőit annak laptörténete sorolja fel. Ez a jelzés csupán a megfogalmazás eredetét és a szerzői jogokat jelzi, nem szolgál a cikkben szereplő információk forrásmegjelöléseként.